# Nibea albiflora
Cá đù nanh (Danh pháp khoa học: Nibea albiflora) là một loài cá biển trong họ cá lù đù thuộc bộ cá vược phân bố ở Triều Tiên, Nhật Bản, Trung Quốc, Việt Nam, chủ yếu ở Vịnh Bắc Bộ. Đây cũng là một trong những loài cá có giá trị kinh tế và được khai thác quanh năm.

## Đặc điểm
Cá có kích cỡ từ 400–600 mm. Toàn thân màu vàng đến vàng da cam, rõ nhất ở phần bụng và các vây ngực, vây bụng, vây hậu môn và vây đuôi. Phần tia mềm của vây lưng màu nhạt mờ có các đường trong suốt chạy dọc góc vây và một dãy chấm đen ở gốc các tia. Có các vân xiên màu đen (chấm hoặc dải) chạy hướng lên và hướng ra phía sau ở hông cá. Phần tia cứng của vây lưng màu tối.
Chúng có cái mõm nhọn, nhô ra. Miệng trước, hàm trên đạt tới phần sau của mắt. Răng tách biệt thành răng lớn, nhỏ ở cả hai hàm, không có răng nanh. Bóng bơi hình củ cà rốt với 23–26 đôi nhánh phụ. Vây lưng có 10–11 tia cứng tiếp theo là một rãnh, phần thứ hai của vây lưng có 1 tia cứng và 27–31 tia mềm. Vây ngực ngắn, ngắn hơn 3/4 chiều dài đầu. Vây hậu môn có 2 tia cứng và 7–8 tia mềm, tia thứ hai tương đối dài và khỏe, dài hơn 1/3 chiều dài đầu. Vây đuôi lồi dạng thoi. Đường bên chạy đến gốc vây đuôi. 